# Robert Kennedy, la sua storia e il suo tempo
Robert Kennedy, la sua storia e il suo tempo è una miniserie TV che tratta la storia di Robert Kennedy

## Trama
Un ritratto personale di uno degli uomini più controversi di questo secolo, ed i tempi turbolenti in cui visse. Un'intera epoca, compresa la lotta per i diritti civili, la crisi dei missili di Cuba, la voce americana in Vietnam, e l'eventuale protesta contro di esso, è stato plasmato da Robert Kennedy

## Cast
- Brad Davis
- Veronica Cartwright
- Ned Beatty
- Cliff De Young
- Joe Pantoliano
- Harris Yulin
- Jeffrey Tambor
- Jack Warden
- River Phoenix
- Jason Bateman
- Shannen Doherty